# Feuerwehr in Österreich
Das Feuerwehrwesen in Österreich ist weitgehend auf Basis Freiwilliger Feuerwehren (FF) organisiert, die ehrenamtlich von der ansässigen Bevölkerung gestellt werden. Nur sechs große Städte haben Berufsfeuerwehren (BF) und einige Großbetriebe haben Betriebsfeuerwehren (BTF). Die Ortsfeuerwehren spielen auch die zentrale Rolle im Katastrophenschutz und im technischen Hilfsdienst (Unfalleinsätze und Ähnliches).
Rechtlich ist das Feuerwehrwesen Angelegenheit der einzelnen Bundesländer. Dementsprechend sind auch die Organisationsformen in den einzelnen Bundesländern verschieden. Während zum Beispiel in Kärnten die Ortsfeuerwehr als Hilfsorgan der Gemeinde untersteht, ist in Niederösterreich und dem Burgenland jede einzelne Freiwillige Feuerwehr als Körperschaft des öffentlichen Rechts eine juristische Person. Dazwischen sind verschiedene Modelle möglich. Alle Feuerwehren, die für den öffentlichen Brandschutz zur Verfügung stehen, sind im Feuerwehrregister des jeweiligen Bundeslands angeführt.
Hingegen ist jede Gemeinde nach dem jeweiligen Feuerpolizei- oder Feuerwehrgesetz verpflichtet, den örtlichen Brandschutz und Gefahrenschutz auszuführen. Die einzelnen Feuerwehren sind eigenständig und müssen sich an die jeweiligen Landesgesetze und Dienstordnungen der Landesfeuerwehrverbände halten. Diese Verbände unterstützen die einzelnen Feuerwehren in der Ausbildung und Ausrüstung. Außerdem werden Dienstanweisungen und Standards bezüglich Ausrüstung, Bekleidung usw. vorgegeben. Nach dem Motto „Wer zahlt, schafft an“ weichen aber einzelne Feuerwehren bedingt von diesen Vorgaben ab.
Der Bund ist nur für die Gesamtkoordination des Zivilschutzes zuständig, in dem die Landesverbände über den Österreichischen Zivilschutzverband eingebunden sind. Die Landeszivilschutzzentralen sind oft an Standorten der Landesfeuerwehrschulen angesiedelt.

## Organisationsformen
Für die Feuerwehren gibt es verschiedene Organisationsformen:

### Freiwillige Feuerwehr
Prinzipiell kann jeder, der willens ist, in der Feuerwehr aufgenommen werden. Da die Feuerwehr auf Grund von Landesgesetzen organisiert ist, sind bundesländerabhängig manchmal auch andere Kriterien maßgebend. In ganz Österreich sind über 350.000 Männer und Frauen Mitglieder einer Freiwilligen Feuerwehr. Gemeinden, die aus mehreren Orten bestehen, verfügen meist außerhalb vom Hauptort über eine oder mehrere weitere Feuerwehren in anderen Ortschaften bzw. Orts- oder Stadtteilen. Meistens sind diese Feuerwehren eigenständig, nur in wenigen Fällen gibt es in räumlich getrennten Feuerwehrhäusern sogenannte Abgesetzte Züge, die organisatorisch in einer Hauptfeuerwehr integriert sind. Dieser Typ von Feuerwehr, bei dem alle Mitglieder freiwillig und damit unentgeltlich mitarbeiten, ist eine der tragenden Säulen des österreichischen Feuerwehrwesens.
Die Gründung von Freiwilligen Feuerwehren geht in Österreich auf die 1850er Jahre zurück. Als erste Freiwillige Feuerwehr in der gesamten damaligen Monarchie gilt die im Jahr 1851 vom pensionierten Offizier Ferdinand Leitenberger im böhmischen Reichstadt gegründete Freiwillige Bürgerwehr. 1853 wurde in Graz die erste städtische Feuerwehr gegründet. Anfangs nahmen sich insbesondere Turnvereine des Feuerwehrwesens an. Die Turner wurden für die Brandbekämpfung ausgerüstet und ausgebildet. In einigen Bundesländern verwendet die Feuerwehr noch immer den Turnergruß „Gut Heil“, auch das Turnerkreuz fand sich noch auf so manchem altem Feuerwehrhaus. Als die Umgestaltung der alten Feuerlöscheinrichtungen in echte Feuerwehren stattfand, konnten die meisten Turnvereine dies nicht aus eigenen Mitteln finanzieren. Die Feuerwehr ging so oft in die Gemeinde über oder wurde von Privaten finanziert und wurde freiwillig. Der Gedanke der Freiwilligkeit setzte sich immer mehr durch. 1900 zählte man am Gebiet des heutigen Österreichs bereits 2677 Freiwillige Feuerwehren, im Jahr 2009 waren es österreichweit 4528 Freiwillige Feuerwehren. Somit bestehen durchschnittlich fast zwei Feuerwehren pro Gemeinde.

#### Freiwillige Feuerwehren an Universitäten und Fachhochschulen („Uni-Feuerwehren“)
Nach jahrelangen Planungsarbeiten wurde 2018 in der Steiermark durch eine Novelle des Steiermärkischen Feuerwehrgesetzes die Möglichkeit geschaffen, an Universitäten und Fachhochschulen eigene Freiwillige Feuerwehren zu gründen. Diese Feuerwehren gehören zur Gruppe der Freiwilligen Feuerwehren haben vom Gesetzgeber insbesondere folgende spezielle Aufgaben zugewiesen erhalten:
- Aus-, Fort- und Weiterbildung von Feuerwehrmitgliedern auf wissenschaftlichem Niveau,
- Forschungs- und Entwicklungsprojekte in den Bereichen Katastrophenschutz, Feuerwehr-, Brandschutz- und Zivilschutzwesen,
- Nutzung wissenschaftlicher Kenntnisse im Zuge der Unterstützung anderer Feuerwehren bei der Erfüllung ihrer Aufgaben,[6] insbesondere bei der Teilnahme an Einsatztätigkeiten.

Mitglieder einer Freiwilligen Feuerwehr an einer Universität oder Fachhochschule können Studierende, Bedienstete, Lehrende sowie Absolventinnen und Absolventen sein. Die Rolle des Bürgermeisters einer Gemeinde wird durch den Rektor/die Rektorin der jeweiligen Universität übernommen, da die Universität (ähnlich der Gemeinde) auch wesentliche Teile der Kosten übernimmt.
Die Freiwilligen Feuerwehren an Universitäten und Fachhochschulen unterstehen direkt dem Landesfeuerwehrkommandanten.
Für die Feuerwehren wird so ein niederschwelliger Zugang zu Wissenschaft und Forschung und dem an den Universitäten vorhandenen Expertenwissen und entsprechenden hochwertigen Ausbildungen geschaffen. Für die Universitäten ergibt sich so ein erleichterter Zugang zur praktischen Erprobung von Forschungs- und Entwicklungsarbeiten. Ebenso können die an Technik und Naturwissenschaften (MINT) interessierten jungen Feuerwehrangehörigen auch besser betreffend Berufs- und Studienwahl angesprochen werden.
Gemäß diesen Bestimmungen wurde am 4. Mai 2018 die Freiwillige Feuerwehr der Technischen Universität Graz und am 9. August 2018 die Freiwillige Feuerwehr der Universität Graz gegründet. Die Montanuniversität Leoben hat sich in der Leistungsvereinbarung 2019–2021 mit dem BMBWF verpflichtet, ebenfalls eine solche „Uni-Feuerwehr“ zu gründen.
Die sogenannten „Uni-Feuerwehren“ sind keine Betriebsfeuerwehren.

### Berufsfeuerwehr
Da es in Österreich derzeit noch kein Berufsbild des Feuerwehrmannes gibt, sind die Beschäftigten bei der jeweiligen Stadt angestellt und dem Feuerwehrdienst zugeteilt. Berufsfeuerwehren gibt es in Österreich in den folgenden sechs Landeshauptstädten:
- Berufsfeuerwehr der Bundeshauptstadt Wien
- Berufsfeuerwehr der Landeshauptstadt Graz
- Berufsfeuerwehr der Landeshauptstadt Innsbruck[11]
- Berufsfeuerwehr der Landeshauptstadt Klagenfurt
- Berufsfeuerwehr der Landeshauptstadt Linz[12]
- Berufsfeuerwehr der Landeshauptstadt Salzburg[13]

Die Feuerwehren in den übrigen Landeshauptstädten sind somit jeweils Freiwillige Feuerwehren, bei denen ebenfalls auch zum Teil dem Feuerwehrdienst zugeteilte Angestellte der Stadt den Dienst versehen. Ebenso werden dort zur Unterstützung Zivildiener eingesetzt.

#### Geschichte
In Wien wurde bereits im Jahr 1685 eine Feuerlöschordnung mit angestellten Feuerknechten aufgestellt, sodass man die Wiener Berufsfeuerwehr als die weltweit älteste bezeichnen kann. 1889 wurde der Bundesfeuerwehrverband als Dachverband aller Feuerwehren in Österreich gegründet. Entsprechend den staatlichen Grenzen gehörten damals auch die heute tschechischen und schlesischen Feuerwehren mit dazu. So zählte man 1897 im damaligen Österreich-Ungarn neben 11.190 Freiwillige Feuerwehren rund 20 Berufsfeuerwehren.

### Betriebsfeuerwehr

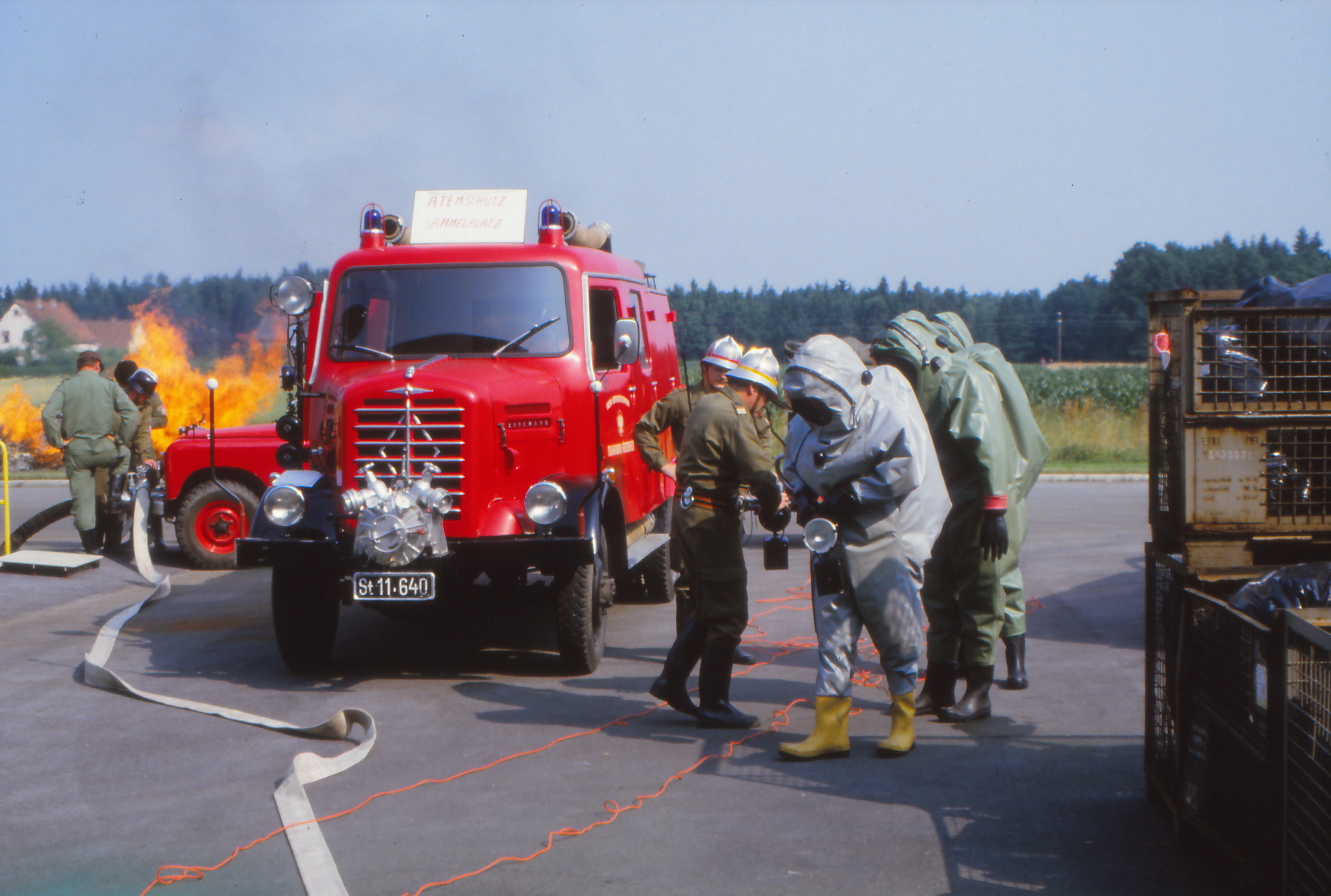
ATW Fürstenfeld – Die älteste gegründete Betriebsfeuerwehr in Österreich

In besonders gefährdeten Betrieben kann die Behörde eine Betriebsfeuerwehr (BtF) vorschreiben. Diese kann aus Mitarbeitern des jeweiligen Betriebes, welche die Feuerwehraufgaben nebenbei ausüben, oder aus hauptberuflichen Mitarbeitern in ständiger Bereitschaft bestehen. Je nach Größe wird die Betriebsfeuerwehr auch in den örtlichen Alarmplänen berücksichtigt und unterstützt bei Bedarf auch außerhalb des Betriebsgeländes die örtliche Feuerwehr. In manchen Orten verfügt die Betriebsfeuerwehr eines großen Betriebes sogar bessere Ausrüstung, z. B. eine Drehleiter, und ist damit Stützpunktfeuerwehr für die umliegenden Orte.
Auch wenn die Betriebsfeuerwehr nicht direkt vorgeschrieben wird, kann sich ein betriebseigener Brandschutz finanziell bei den Prämien der Feuerversicherungen mindernd auswirken.
In Industriezentren kann eine gemeinsame Betriebsfeuerwehr für mehrere Betriebe zuständig sein, wobei die Mitglieder aus allen Betrieben rekrutiert werden.
Betriebe ohne Betriebsfeuerwehr müssen, falls von der Behörde vorgeschrieben, mindestens einen Brandschutzbeauftragten nominieren, der sich mit Brandschutzwarten um die Belange des innerbetrieblichen Brandschutzes kümmert.

### Pflichtfeuerwehr
Gemeinden ohne Freiwillige Feuerwehr können eine Pflichtfeuerwehr einrichten. Es gelten dieselben Bestimmungen wie für die Freiwilligen. Als einzigen Unterschied kann die Gemeinde geeignete Personen mittels Bescheid zum Feuerwehrdienst verpflichten.
In Niederösterreich ist dieser Passus seit dem Jahr 2000 aus dem NÖ-Feuerwehrgesetz gestrichen. Befindet sich in der Gemeinde eine Betriebsfeuerwehr, so ist diese heranzuziehen. Besteht diese auch nicht, so kann eine Gemeinde eine Nachbargemeinde ersuchen, die Aufgaben der Feuer- und Gefahrenpolizei wahrzunehmen.
Auch in der Steiermark besteht für eine Gemeinde ohne eigene Feuerwehr die Möglichkeit, den „Löschauftrag“ an die Feuerwehr einer Nachbargemeinde zu übertragen.

### Überörtliche Strukturen

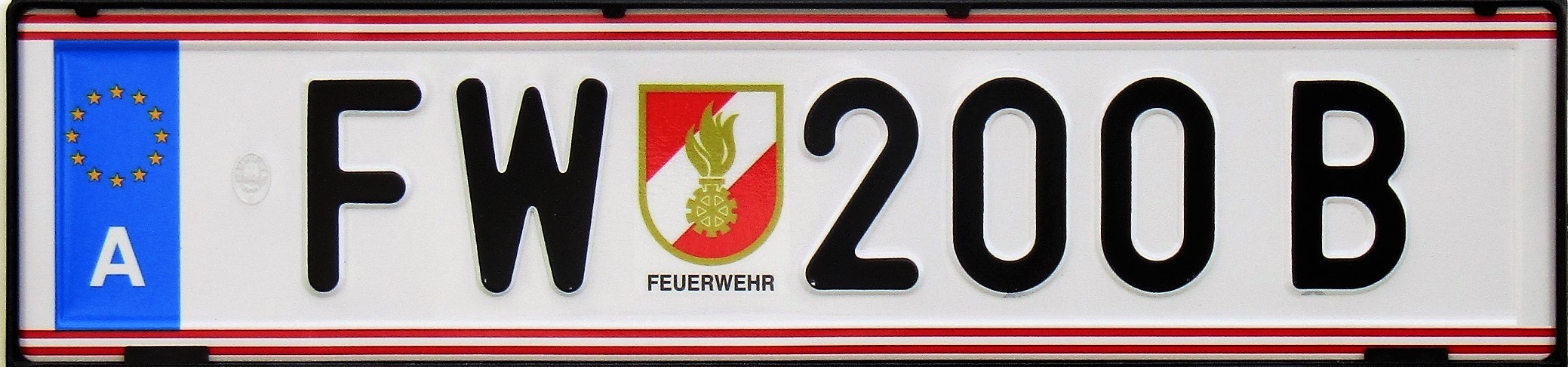
Neues Feuerwehrkennzeichen, österreichweit

Alle Feuerwehren sind organisatorisch im jeweiligen Landesfeuerwehrverband zusammengefasst. Die Organisation unterscheidet sich aufgrund der gesetzlichen Grundlagen von Bundesland zu Bundesland geringfügig (Dienstgrade, Dienstkleidung, Ausbildung). In jedem Bundesland gibt es eine eigene Feuerwehrschule.
Der Chef des jeweiligen Landesfeuerwehrverbandes ist der Landesfeuerwehrkommandant (Dienstgrad: Landesbranddirektor). Unterstützt wird er – je nach Bundesland – durch einen oder zwei Stellvertreter (Dienstgrad: Landesbranddirektor-Stellvertreter) und in manchen Bundesländern auch durch einen Landesfeuerwehrinspektor. Als Ausnahme gibt es im Bundesland Vorarlberg nur einen Landesfeuerwehrinspektor. Der Landesfeuerwehrkommandant und seine Stellvertreter werden jeweils von den Feuerwehrleuten gewählt, während der Landesfeuerwehrinspektor ein Beamter der jeweiligen Landesregierung ist.
Die Landesfeuerwehrverbände haben eine eigene Kommandostruktur. In allen Landesfeuerwehrverbänden gibt es ein Landesfeuerwehrkommando. Dieses ist die Geschäftsstelle des Verbandes und eine Art Servicestelle für die einzelnen Feuerwehren. Je nach Bundesland gibt es auch Bezirksfeuerwehrkommandos und Abschnittsfeuerwehrkommandos. Auf allen Ebenen gibt es eingeteilte Feuerwehrmitglieder (Sachbearbeiter), die für die Betreuung der Feuerwehren in ihrem Sachgebiet (zum Beispiel Ausbildung oder Atemschutz) zuständig sind. Der Bundesfeuerwehrverband hat keine Kommandostruktur. Er ist eine Dachorganisation der Landesfeuerwehrverbände und der Städte mit Berufsfeuerwehren.
Für überregionale Einsätze sind in allen Bundesländern KHD (Katastrophenhilfsdienste) aufgebaut, die sich aus den jeweiligen Feuerwehren rekrutieren, ohne mit dem örtlichen Brandschutz zu konkurrieren. In Oberösterreich obliegt seit dem Hochwasser 1954 die Zentralleitung des KHD dem Landesfeuerwehrkommando. Diese Form hat sich im Jahr 2002 bei den Hochwassereinsätzen in Nieder- und Oberösterreich, bei den Auslandseinsätzen in Friaul im Kanaltal 2003 und beim Hochwasser 2005 in Tirol und Vorarlberg bewährt.
Zur Unterstützung der einzelnen Feuerwehren werden manche Feuerwehren speziell ausgerüstet und auch ausgebildet. Sie bilden so genannte Stützpunktfeuerwehren. Diese beherbergen z. B. Sonderfahrzeuge wie Drehleiter, Atemschutzfahrzeug und Gefahrgutfahrzeug. Ferner gibt es Sonderdienste, die direkt dem Landesfeuerwehrkommando unterstehen: zum Beispiel der Versorgungsdienst, Flugdienst, Strahlenschutzdienst, Sprengdienst, Tauchdienst oder auch die Feuerwehrstreife.
Seit einigen Jahren sind auch Feuerwehren aus ganz Österreich in der Eingreiftruppe CRAFT Austria integriert, die speziell für Auslandseinsätze geschult und organisiert ist. Im Rahmen dieser nahmen sie vor allem bei Hochwassereinsätzen in Osteuropa, etwa Rumänien und Bulgarien, teil. Die österreichischen Feuerwehren spielen auch immer eine führende Rolle im CTIF – der Organisation für die Feuerwehren auf internationaler Ebene.

### Feuerwehrjugend
Die Feuerwehrjugend ist eine Nachwuchsorganisation innerhalb der Feuerwehr. Unterhalten kann die Feuerwehrjugend innerhalb der einzelnen Freiwilligen Feuerwehr. Mitglieder können im Allgemeinen sowohl Buben als auch Mädchen im Alter von mindestens 10 Jahren bis zur Übernahme in den aktiven Dienst sein. Genaue Regelungen sind wie das übrige Feuerwehrwesen bundesländerweise verschieden.

### Kinderfeuerwehr
In Niederösterreich und Oberösterreich gibt es seit 2019 die Kinderfeuerwehr von 8 bis 10 Jahren. Im Burgenland gibt es die Feuerwehr-Kids von 6 bis 9 Jahren.

## Alarmierung

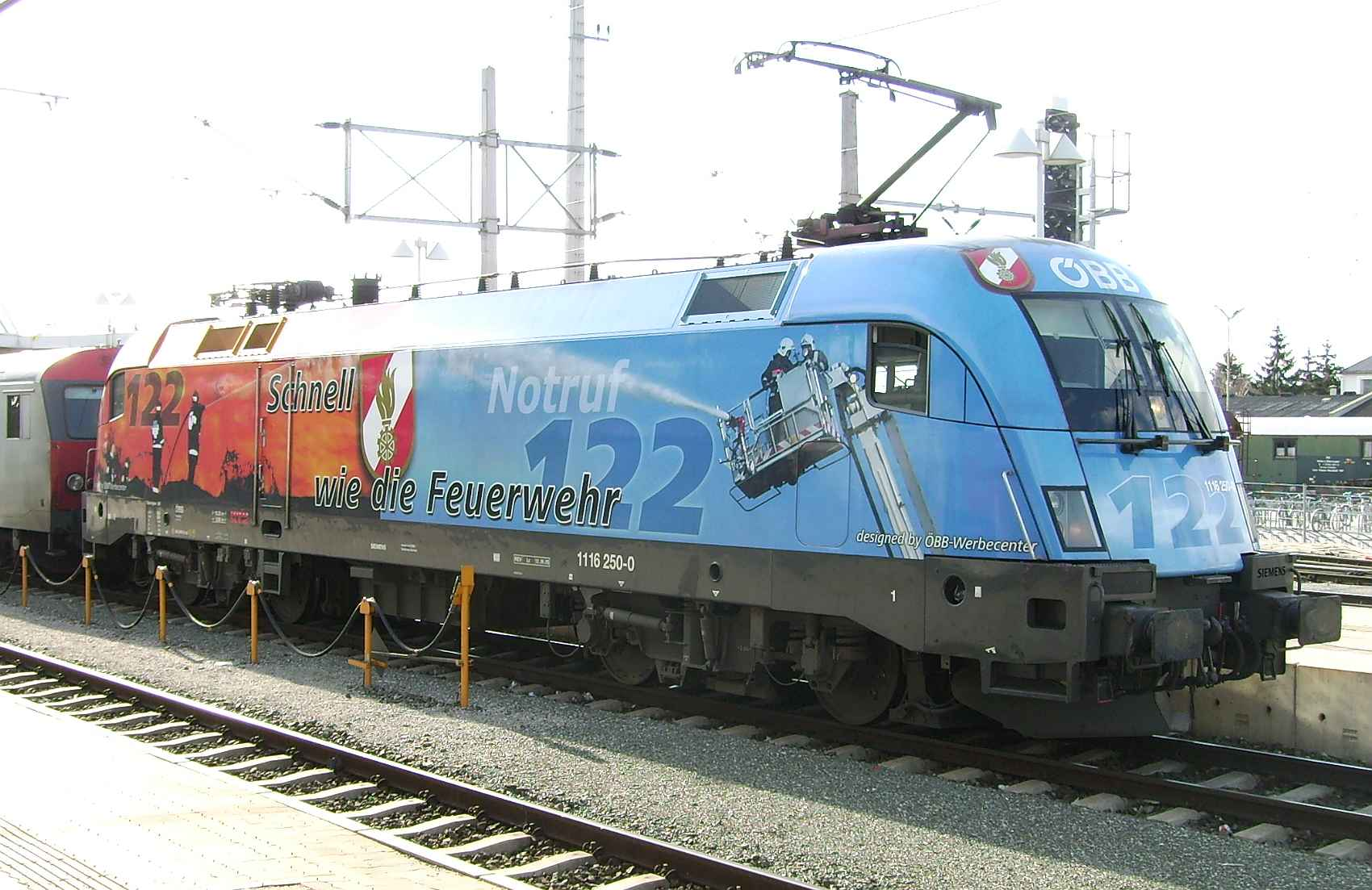
Taurus der ÖBB auf Werbetour für die österreichischen Feuerwehren

Alarmiert werden die Feuerwehren meist durch eine zuständige
- Landesalarm- und Warnzentrale (LAWZ, LWZ), (Tirol, Vorarlberg = Rettungs- und Feuerwehrleitstelle), (Burgenland, Oberösterreich = Landessicherheitszentrale)
- Bereichs-/Bezirksalarm- und Warnzentrale/-stelle (BAWZ, BWSt)
- Abschnittsalarmzentrale (AAZ), oder
- Bundeswarnzentrale (im Katastrophenfall)
- Selbstalarmierung über dafür geeignete Warn- und Alarmsysteme (MMS90, CSI 8000, Alu2G, CSI9000)

Der Notruf 122 geht je nach Örtlichkeit zu der jeweils zuständigen Alarmzentrale. Er wurde im Jahr 1955, nachdem er bereits in zahlreichen einzelnen Ortsnetzen verwendet wurde, österreichweit eingeführt.
In Niederösterreich wird seit Ende 2022 innerhalb der Alarmzentralen auf das neue Einsatzleit- und Kommunikationssystem ELKOS umgestellt. Davor wurden unterschiedliche Systeme (bspw. ELDIS) je nach Alarmzentrale genutzt. Durch die Vereinheitlichung können Disponenten aus anderen Alarmzentralen bei Großschadensereignissen einfacher und schneller Einsätze abwickeln.

## Ausrüstung

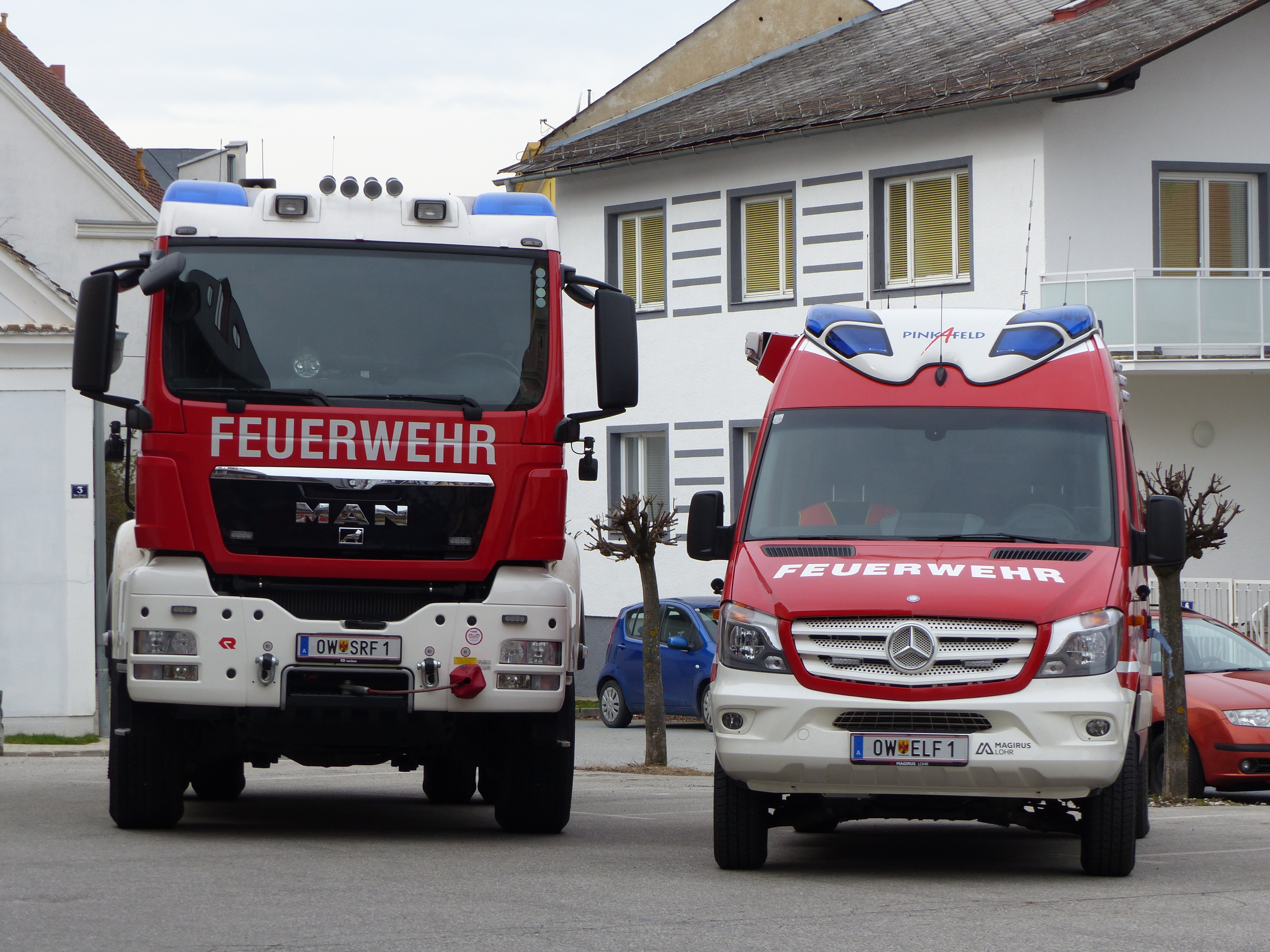
Schweres Rüstfahrzeug (SRF) und Einsatzleitfahrzeug (FF Pinkafeld)

Für die Ausrüstung ist in erster Linie die Gemeinde zuständig. Im Rahmen von Landesgesetzen schreiben so genannte Mindestausrüstungsverordnungen ein Minimum an Fahrzeugausrüstung vor, jeweils abhängig von Gemeindegröße und Gefahrenpotentialen. Dieser minimale Ausrüstungsstand kann von den einzelnen Feuerwehren durch die Gemeinde, Unternehmen oder private Sponsoren je nach Finanzlage ergänzt werden.

## Ausbildung
Jedes Feuerwehrmitglied erhält am Anfang seiner Laufbahn eine Grundausbildung, üblicherweise in der eigenen Feuerwehr. Seit einigen Jahren gibt es ein bundeseinheitliches Schema, die Grundausbildung 2000. Diese Richtlinien schreiben den erforderlichen Wissensstand vor, bevor eine weiterführende Ausbildung entweder auf Bezirksebene oder in einer der Feuerwehrschulen absolviert werden kann. Neben der Grundausbildung wird ein Erste-Hilfe-Kurs verlangt, der meist bei einem der Rettungsdienste durchgeführt wird.
Für die Beförderung zu einer Funktion innerhalb der Feuerwehr sind jeweils unterschiedliche Fachlehrgänge zu absolvieren, die je nach Art der Ausbildung in der Feuerwehr oder in einer der Feuerwehrschulen durchgeführt werden.
Zur Festigung und Überprüfung des erworbenen Wissens und der praktischen Fertigkeiten gibt es auch die Möglichkeit, an einer Vielzahl von Bewerben teilzunehmen. Durch die positive Absolvierung von Bewerben erwirbt das Feuerwehrmitglied das Recht, als sichtbares Zeichen seiner erbrachten Leistung ein entsprechendes Abzeichen zu tragen.

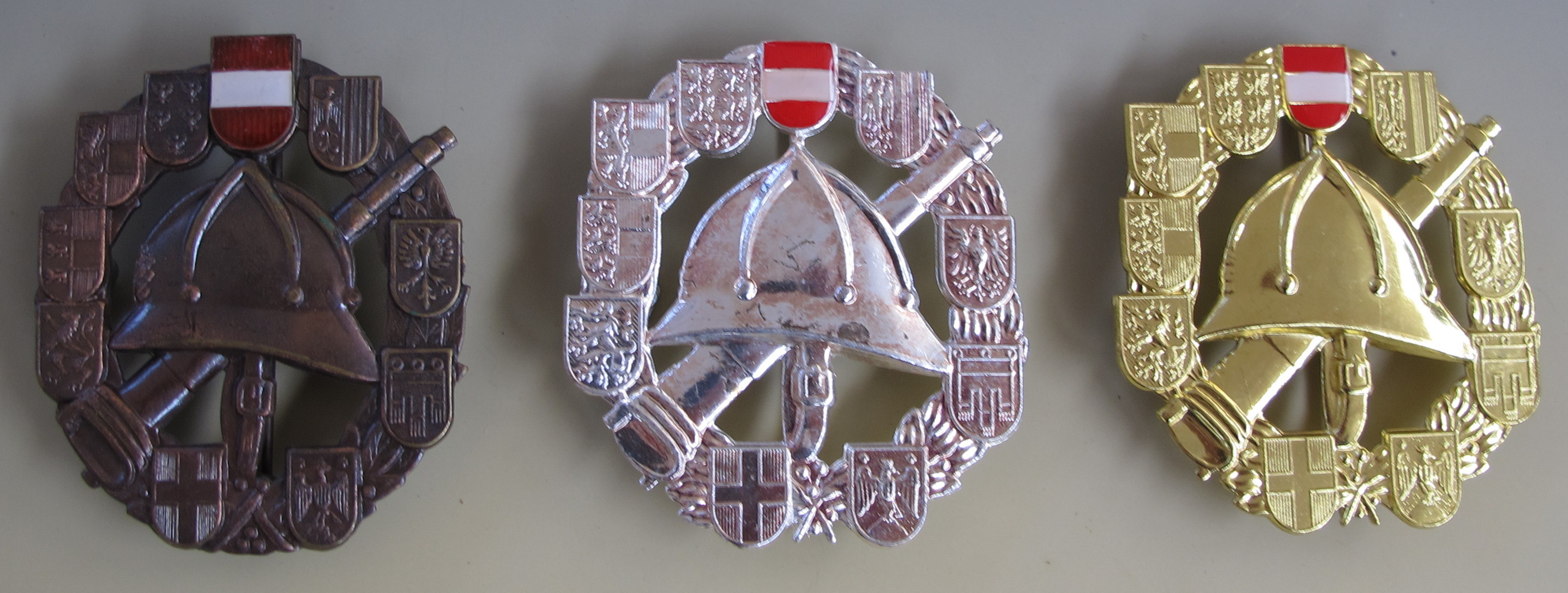
Österreichisches Feuerwehrleistungsabzeichen

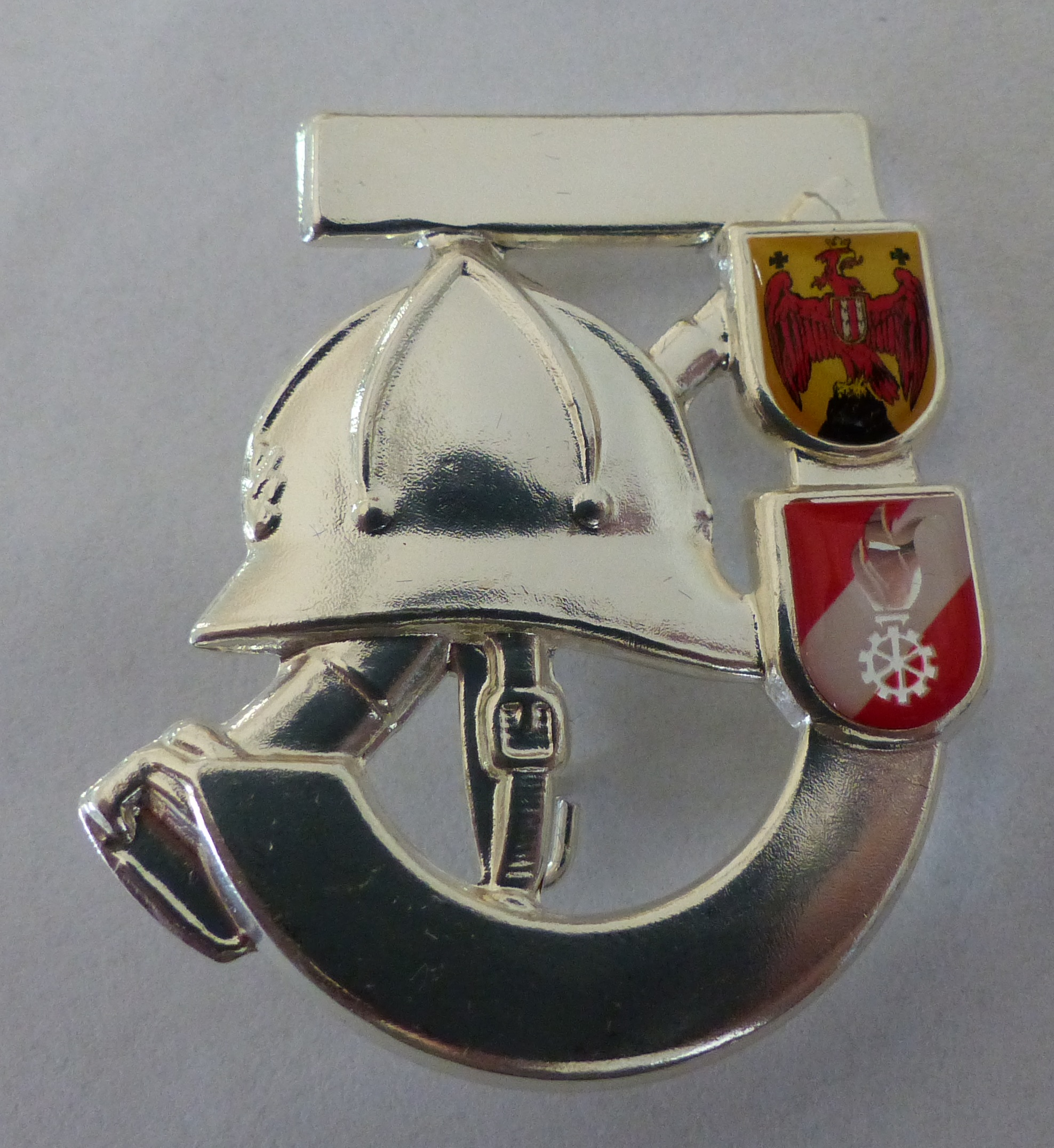
Feuerwehrjugendleistungsabzeichen in Silber (Burgenland)

Folgende Leistungsbewerbe und in Bewerben erlangbare Leistungsabzeichen existieren in NÖ:
- Feuerwehrleistungsabzeichen (Bronze, Silber, Gold)
- NÖ Feuerwehrleistungsabzeichen in Gold
- Wasserdienstleistungsabzeichen (Bronze, Silber, Gold)
- Bootsgeschicklichkeitsbewerb
- NÖ Feuerwehr-Funkleistungsabzeichen
- Sprengdienstleistungsabzeichen (Bronze, Silber)
- Feuerwehrjugendleistungsabzeichen (Bronze, Silber, Gold)
- Feuerwehrjugendbewerbsabzeichen (Bronze, Silber)
- Ausbildungsprüfung Löscheinsatz (Bronze, Silber, Gold)
- Ausbildungsprüfung Technischer Einsatz (Bronze, Silber, Gold)
- Ausbildungsprüfung Atemschutz (Bronze, Silber, Gold)

Auch in der Steiermark gibt es entsprechende Bewerbe, die im Großen und Ganzen den oben angeführten entsprechen, sowie auch das Branddienstleistungsabzeichen. Dazu kommt in einzelnen Bundesländern, z. B. Oberösterreich, das Atemschutzleistungsabzeichen in Bronze, Silber und Gold. Die Prüfung dafür wird vom jeweiligen Bezirkskommando ausgeschrieben und beinhaltet einen theoretischen und einen praktischen Teil.
Auch Bewerbe von feuerwehrfremden Institutionen können absolviert werden, wie das Strahlenschutzleistungsabzeichen in Bronze, Silber oder Gold vom AIT in Seibersdorf.
Einen wesentlichen Bestandteil der Feuerwehrausbildung bilden aber Schulungen und Übungen in den Feuerwehren selbst. Diese meist wöchentlichen Übungen beinhalten sowohl praktische als auch theoretische Aus- und Weiterbildungsinhalte.

## Finanzierung
Die Hauptlast der laufenden Finanzierung der Freiwilligen Feuerwehren obliegt den Gemeinden. Ein Teil des Budgets stammt aus Subventionen des jeweiligen Bundeslandes bei Anschaffungen von Geräten oder Fahrzeugen. Für Betriebsfeuerwehren ist der jeweilige Betrieb zuständig.
Die Landesfeuerwehrverbände beschaffen auch jeweils größere Quantitäten zum Beispiel eines bestimmten Fahrzeugtyps, die dann bestimmten Feuerwehren zur Verfügung gestellt werden. Dies können auch kleine Feuerwehren mit bestimmten Einsatzschwerpunkten sein. Auch eine Betriebsfeuerwehr kann diese Unterstützung erhalten, wenn sie sich ihrerseits verpflichtet, im Bedarfsfall auch außerhalb des Betriebes auszurücken.
Bei technischen Einsätzen, die über die gesetzliche Verpflichtung der Feuerwehren hinausgehen, kann ein Teil der laufenden Kosten durch Einsatzverrechnung an den Geschädigten oder deren Versicherung gedeckt werden.
Da die Feuerwehren auch den überörtlichen Katastrophenschutz zu bedienen haben, werden auch Zuschüsse aus dem Katastrophenfonds gewährt.
Ein nicht unbeträchtlicher Betrag wird von den Feuerwehren aber auch durch Sammlungen, Feuerwehrfeste oder andere Veranstaltungen selbst aufgebracht. Für solche Feste genießen die Veranstalter spezielle Steuervorteile bei Umsatz- und Körperschaftssteuer und Ausnahmen von der Belegerteilungspflicht.
Seit dem Jahr 2012 werden Spenden an einzelne Feuerwehren, wie auch an Landesfeuerwehrverbände – wie schon bisher an bestimmte andere Organisationen – steuerlich begünstigt.

## Statistik
Im Jahr 2019 bestanden in Österreich 5.399 Feuerwachen und Feuerwehrhäuser, in denen 16.509 Löschfahrzeuge und 323 Drehleitern bzw. Teleskopmasten für Feuerwehreinsätze bereitstehen. Insgesamt sind 341.325 Feuerwehrleute aktiv im Feuerwehrwesen tätig.
Der Frauenanteil beträgt sieben Prozent. In den Jugendfeuerwehren sind 28.598 Kinder und Jugendliche organisiert.
Die österreichischen Feuerwehren wurden im Jahr 2019 zu 278.672 Einsätzen alarmiert, dabei waren 43.370 Brände zu löschen.

### Feuerwehren
| Bundesland       | Berufsfeuerwehr | Betriebsfeuerwehr | Freiw. Feuerwehren |
| ---------------- | --------------- | ----------------- | ------------------ |
| Burgenland       | 0               | 7                 | 318                |
| Kärnten          | 1               | 20                | 399                |
| Niederösterreich | 0               | 88                | 1.635              |
| Oberösterreich   | 1               | 33                | 884                |
| Salzburg         | 1               | 4                 | 119                |
| Steiermark       | 1               | 77                | 691                |
| Tirol            | 1               | 20                | 339                |
| Vorarlberg       | 0               | 24                | 115                |
| Wien             | 1               | 35                | 2                  |
| Gesamt           | 6               | 308               | 4.503              |

### Mitglieder
| Bundesland       | Männer im Aktivstand | Frauen im Aktivstand | Feuerwehrjugend männlich | Feuerwehrjugend weiblich | Reservisten männlich | Reservisten weiblich |
| ---------------- | -------------------- | -------------------- | ------------------------ | ------------------------ | -------------------- | -------------------- |
| Burgenland       | 12.914 (−47)         | 574 (+42)            | 1.172 (+17)              | 344 (+18)                | 1.658 (−12)          | 0                    |
| Kärnten          | 17.908 (−821)        | 523 (+73)            | 889 (+42)                | 191 (+8)                 | 759 (+46)            | 0                    |
| Niederösterreich | 72.108 (+457)        | 3.508 (+297)         | 3.780 (+51)              | 930 (−8)                 | 16.033 (+92)         | 25 (−10)             |
| Oberösterreich   | 62.608 (−187)        | 1.948 (+162)         | 8.384 (+533)             | 1.487 (+184)             | 17.785 (+161)        | 23 (+2)              |
| Salzburg         | 10.072 (−44)         | 289 (+11)            | 699 (−61)                | 117 (+8)                 | 5.337 (+65)          | 33 (+18)             |
| Steiermark       | 35.395 (−2.611)      | 1.840 (+74)          | 4.996 (+10)              | 946 (+218)               | 7.047 (+182)         | 75 (+32)             |
| Tirol            | 23.104 (+8)          | 371 (+15)            | 1.130 (−111)             | 138 (+25)                | 7.687 (+259)         | 18 (+5)              |
| Vorarlberg       | 6.770 (+404)         | 182 (+29)            | 670 (+43)                | 80 (+11)                 | 1.196 (+42)          | 8 (+8)               |
| Wien             | 3.122 (+80)          | 38 (+11)             | 49 (+4)                  | 0 (−1)                   | 26 (+2)              | 0                    |
| Gesamt           | 244.001 (−2.761)     | 9.273 (+714)         | 21.769 (+528)            | 4.251 (+461)             | 57.528 (+837)        | 182 (+55)            |
|                  | 253.274 (−2.047)     | 253.274 (−2.047)     | 26.020 (+989)            | 26.020 (+989)            | 57.710 (+892)        | 57.710 (+892)        |

Die Zahlen in Klammer zeigen die Veränderung gegenüber 31. Dezember 2008.
Mitgliederentwicklung seit 1999
| Jahr | Gesamt  | Aktive  | davon Frauen | Feuerwehrjugend | davon Mädchen | Reserve |
| ---- | ------- | ------- | ------------ | --------------- | ------------- | ------- |
| 1999 | 312.897 | 246.201 | 2.001        | 18.600          | 1.228         | 48.096  |
| 2000 | 314.278 | 246.029 | 2.824        | 19.102          | 1.479         | 49.147  |
| 2001 | 317.744 | 247.227 | 3.439        | 20.149          | 1.751         | 50.368  |
| 2002 | 319.213 | 246.893 | 3.462        | 21.567          | 2.151         | 50.744  |
| 2003 | 325.533 | 273.503 | 6.760        | 22.497          | 2.440         | 52.030  |
| 2004 | 326.403 | 247.252 | 5.068        | 25.607          | 2.902         | 53.544  |
| 2005 | 325.584 | 246.694 | 5.625        | 25.194          | 3.161         | 53.696  |
| 2006 | 328.281 | 247.909 | 6.635        | 25.157          | 3.509         | 55.215  |
| 2007 | 330.843 | 249.507 | 7.479        | 25.738          | 3.792         | 55.598  |
| 2008 | 337.170 | 255.321 | 8.559        | 25.031          | 3.790         | 56.818  |
| 2009 | 337.004 | 253.274 | 9.273        | 26.020          | 4.251         | 57.710  |

Daten von ÖBFV vom 31. Dezember 2017

## Geschichte
Die ersten Hinweise auf Feuerwehren auf österreichischem Gebiet finden sich in Carnuntum, wo bereits im 3. Jahrhundert im Militärlager eine Feuerwehr aus Militärveteranen bestand. Ebenso gab es welche in Vindobona (Wien), Flavia Solva (Leibnitz), Ovilava (Wels), Lauriacum (Lorch) und Virunum.
Nach der zweiten Türkenbelagerung wurden 1685 in Wien vier Feuerknechte zum Brandschutz abgestellt. Dies war die eigentliche Geburtsstunde der Wiener Berufsfeuerwehr. 1759 erließ Maria Theresia die Wiener Feuerordnung, in der Mindestanzahl der Männer und die erforderlichen Berufe dieser Mannschaft der Wiener Feuerwehr festgelegt wurden. Die Verordnung wurde von ihrem Sohn Josef II. als Feuerlöschordnung verbessert.
Grundsätzlich wurden aber eher Verbote und Gebote zur Brandverhinderung gesetzlich geregelt, während der Brandschutz einen nur spärlichen Fortschritt nahm. Im Jahr 1831 wurde in Schwaz in Tirol die erste Werkfeuerwehr in der k.k. Tabakfabrik und 1847 eine Feuerwehr auf freiwilliger Basis im Stift St. Florian, sowie 1851 eine Feuerwehr in Linz. Unter diesen Männern war auch Johann Rosenbauer, der Gründer des heutigen Feuerwehrherstellers Rosenbauer. Diese wurde allerdings bald wieder aufgelöst.
Erst ein gelockertes Vereinsrecht nach der Märzrevolution 1848 machten es möglich, dass sich in den kommenden Jahren Vereine bilden konnten. So wurde 1857 in Innsbruck die erste Freiwillige Feuerwehr auf österreichischem Staatsgebiet gegründet. Grundsätzlich wurde in Klagenfurt die erste Freiwillige Feuerwehr Österreichs gegründet, in der ein Kommandant gewählt wurde. Es folgten Freiwillige Feuerwehren in Bregenz und Krems an der Donau (1861), Wiener Neustadt (1862), in Scheibbs (1863), Klagenfurt und Steyr (1864), sowie Graz und Salzburg (1865). In den folgenden fünf Jahren wurden mehr als 400 Feuerwehren gegründet. Wie auch in Deutschland entstanden sie meist aus den Turnerfeuerwehren.
Im Jahr 1850 wurden in Wien die ersten Hydranten aufgestellt. Sie wurden damals Feuerwechsel genannt. Ins Jahr 1881 fiel der Ringtheaterbrand mit 384 Toten, in dessen Folge der Eiserne Vorhang auf Theaterbühnen gesetzlich vorgeschrieben wurde.
Durch das Vereinsrecht nach dem Gesetz von 1867, das „wirksam für Böhmen, Dalmatien, Galizien und Lodomerien mit Krakau, Oesterreich unter und ob der Enns, Salzburg, Steiermark, Kärnthen, Krain, Bukowina, Mähren, Schlesien, Tirol und Vorarlberg, Istrien, Görz und Gradiska, dann die Stadt Triest mit ihrem Gebiete“ wurde, begann die „Gründerzeit“ für die Freiwilligen Feuerwehren in größerem Ausmaß. So gab es 1870 in Österreich 147, 1880 bereits 809 und zur Jahrhundertwende schließlich 2.677 Feuerwehrvereine.
Im Jahr 1889 wurde der Bundesfeuerwehrverband als Dachverband aller Feuerwehren gegründet. Entsprechend den staatlichen Grenzen gehörten damals auch die heute tschechischen und schlesischen Feuerwehren mit dazu. So zählte man 1897 im damaligen Österreich-Ungarn rund 20 Berufsfeuerwehren, 11.190 Freiwillige Feuerwehren sowie in Galizien und Ungarn 6.619 Pflichtfeuerwehren.
Vor Beginn des Ersten Weltkrieges mussten die Feuerwehren auch den Rettungsdienst des Roten Kreuzes übernehmen. Die Feuerwehrmänner bildeten so genannte Lokal-Transport-Kolonnen. Andererseits wurden die Mannschaften durch die vielen eingezogenen Soldaten geschwächt, sodass auch wieder Männer aus dem Reservestand aufgeboten wurden.
Nach dem Ersten Weltkrieg blieb zunächst auch der Rettungsdienst eine der Aufgaben der Feuerwehr. Dabei wurde sie durch das Rote Kreuz nur geschult und mit Material unterstützt.
Die relativ demokratischen Strukturen der Feuerwehren waren vor allem während der Zeit des Austrofaschismus nach 1934 ein Dorn im Auge. So wurden in den Bundesländern neue Feuerlöschordnungen erstellt, die die Feuerwehren stärker in den Einflussbereich der Landesregierungen brachten.
Eine vollkommene Änderung erfolgte 1938 nach dem Anschluss an das Deutsche Reich. Die Berufsfeuerwehren wurden direkt dem Reichsinnenministerium in Berlin unterstellt und in die Feuerschutzpolizei übergeleitet, während die Freiwilligen Feuerwehren als „technische Hilfspolizeitruppe“ in die Ordnungspolizei einbezogen und als Vereine 1938 aufgelöst wurden. Die Ausrüstung und Finanzierung blieb jedoch weiterhin die Angelegenheit der Gemeinden. In größeren Städten wurden noch zusätzlich luftwaffeneigene Fahrzeuge vom Sicherheits- und Hilfsdienst (SHD) stationiert. Die Dienstgrade wurden von der Polizei übernommen, die Fahrzeugfarbe von der Wehrmacht.
Das in Deutschland bereits geltende Gesetz über das Feuerlöschwesen wurde allerdings erst mit 1. Oktober 1939 gültig. Die Aufnahme in die Freiwillige Feuerwehr erfolgte nach wie vor auf freiwilliger Basis, wobei der Bürgermeister seine Zustimmung erteilen musste, so dass die Form als freiwillige Organisation diese Zeit überdauerte.
Nach dem Zweiten Weltkrieg wurden zwar im Allgemeinen die Gesetze von vor 1938 wieder hergestellt. Dies galt allerdings nicht für Vereine, zu denen auch die Feuerwehren gerechnet wurden. Diese durften ihre Tätigkeiten nur mit Bewilligung der Sicherheitsdirektion wieder aufnehmen. Das traf bereits kurz nach dem Krieg zu. Anders war es um die rechtliche Stellung der Feuerwehr bestellt. Es dauerte bis in die 1970er Jahre, bis die Feuerwehren in allen Bundesländern als Körperschaften des öffentlichen Rechts galten.
In den Jahren 1969, 1985 und 2017 wurden in Österreich die alle vier Jahre stattfindenden Internationalen Feuerwehrwettkämpfe des Weltfeuerwehrverbandes CTIF (Feuerwehrolympiade) veranstaltet. Zum Programm gehörten Traditionelle Internationale Feuerwehrwettbewerbe, Internationale Feuerwehrsportwettkämpfe und Internationale Jugendfeuerwehrwettbewerbe.

## Frauen in der Feuerwehr
Bereits während der Kriegsjahre waren Frauen in der Feuerwehr. Nach den Kriegen war die Feuerwehr aber wieder eine reine Männerdomäne, das Bild begann sich – vor allem bei den Freiwilligen – nur langsam zu ändern. Das Problem der schwieriger werdenden Tagesbereitschaft führte zur Notwendigkeit, Frauen offiziell in die Feuerwehr aufzunehmen. Waren Frauen früher oft in der zweiten Reihe zu finden und halfen, wenn Not am Mann war, so hatten sie durch ihren inoffiziellen Status keinen Versicherungsschutz. Manchmal konnten sie auch Kurse absolvieren, aber keinen Abschluss erlangen. Das erste Bundesland, in dem Frauen auch offiziell der Feuerwehr beitreten durften, war das Burgenland im Jahr 1993; Niederösterreich folgte im Jahr darauf.
Trotzdem war es noch ein langer Weg bis Frauen in der Feuerwehr auch wirklich anerkannt wurden. Andererseits müssen vor allem in Gegenden, in denen Männer als Wochenpendler arbeiten, die Frauen rund um die Uhr in Einsatz gehen. Wurden sie am Anfang hauptsächlich in Funk, Verwaltung usw. eingesetzt, sind Frauen heute, wenn auch noch als Minderheit, vollständig in den Dienstbetrieb der Feuerwehr eingegliedert. Es gibt auch bereits erste Frauen als Feuerwehrkommandantinnen.
Auch aus der Feuerwehrjugend rücken immer mehr Mädchen zusätzlich zu den Buben in den aktiven Dienst nach, was den Anteil der Frauen laufend erhöht. Der Mädchenanteil beträgt mit Stand September 2018 rund 30 %.
Es gibt allerdings noch in vielen Feuerwehren – vor allem unter den älteren Kameraden – Vorurteile gegen Frauen als Kameradinnen. Aus Furcht vor zusätzlichen Konflikten oder auch mit der Begründung fehlender sanitärer Anlagen und Umkleideräume kann die Aufnahme von Frauen in die Feuerwehr verhindert werden.
Doch die laufende Verjüngung der Mannschaften und auch der Kommandanten führt zu einer sachlicheren Beurteilung der Frage, und das Nebeneinander von Feuerwehrfrau und Feuerwehrmann wird immer mehr als selbstverständlich angesehen.

## Feuerwehr Verwaltungssoftware
- Feuerwehrdateninformationssystem und Katastrophenschutzmanagement FDISK – (bis 2004: Notruf 122 NÖ), Niederösterreich und Steiermark[34]
- Feuerwehr-Informations-System FIS – Oberösterreich (bis 2011)
- Feuerwehr Verwaltung Online – Burgenland (bis 2013)
- Verwaltungssoftware MP-Feuer – Kärnten
- Feuerwehr-Informations-System FIS (basierend auf FDISK) – Salzburg
- Feuerwehrdateninformationssystem FDIS (basierend auf FDISK) – Tirol
- syBOS – Vorarlberg, Oberösterreich, Burgenland
- Intelli R.4C – Stabssoftware für alle Bezirke und dem Landesfeuerwehrkommando in Niederösterreich

## Akzeptanz in der Bevölkerung
Durch die hohe Durchdringung aller Bevölkerungsschichten mit Feuerwehrmitgliedern liegen diese im Vertrauen, das ihnen die Bevölkerung entgegenbringt, immer an Spitzenplätzen gegenüber anderen Berufsgruppen. So führt die Zeitschrift Reader’s Digest alljährlich eine der größten Studien europaweit durch: die Readers Digest European Trusted Brands. So wählten im März 2012 von etwa 32.000 Lesern in Europa die etwa 900 die Feuerwehrmitglieder als Berufsstand mit dem höchsten Vertrauenswert von 97 % in Österreich. In den befragten 15 Ländern erreichten nur die Feuerwehren in Finnland (98 %) einen höheren Wert. In Österreich folgen im Ranking die Piloten mit 88 % und die Krankenschwestern mit 85 %.

### Links der verschiedenen Verbände
- Österreichischer Bundesfeuerwehrverband
- Alle Landesfeuerwehrverbände auf der Seite des ÖBFV
- Österreichischer Feuerwehrverband auf der Website des Weltfeuerwehrverbandes CTIF

### Links von Feuerwehrgesetzen
- NÖ-Feuerwehrgesetz